# Caritas Behindertenhilfe und Psychiatrie
Der Bundesverband Caritas Behindertenhilfe und Psychiatrie e.V. (CBP) ist ein Fachverband des Deutschen Caritasverbandes (DCV) und somit Teil der Caritas in Deutschland. Zugleich ist der Verband Teil des Netzwerks der Behindertenhilfe in Deutschland. In den Einrichtungen des Verbandes waren 2020 rund 94.000 Mitarbeiter in 1.100 Einrichtungen beschäftigt.

## Geschichte
Der Verband ist am 21. November 2001 in Freiburg durch die Verschmelzung zur Neugründung aus drei Verbänden aus verschiedenen Bereichen der Behindertenhilfe entstanden. Die Vorgängerverbände waren:
- die Bundesarbeitsgemeinschaft kath. Einrichtungen für sinnesbehinderte Menschen e.V. (BAGSB), gegründet 1998, hervorgegangen aus der Bundesarbeitsgemeinschaft kath. Einrichtungen für sinnesbehinderte Menschen, die 1988 gegründete worden war; mit 54 Mitgliedseinrichtungen,
- der Verband kath. Einrichtungen und Dienste für körperbehinderte Menschen e.V. (VKEDKM), gegründet 1921; mit 67 Mitgliedseinrichtungen,
- und der Verband kath. Einrichtungen und Dienste für lern- und geistig behinderte Menschen e.V. (VKELG), gegründet 1905; mit 511 Mitgliedseinrichtungen.

Im Mai 2006 ist der vierte und letzte Verband, der Bundesverband Psychiatrie in der Caritas e.V. (PiC), welcher für psychisch kranke Menschen gegründet wurde, hinzugekommen.
Die Verschmelzung wurde mit dem Ziel durchgeführt, einen mitgliedsstarken, gut organisierten und einigen Verband zu bilden, der in der Öffentlichkeit und Politik mehr wahrgenommen wird und mehr für seine Zielgruppen erreichen kann, als mehrere kleine Verbände, selbst wenn sie das gleiche Ziel verfolgen. Mit dem Zusammenschluss wurden auch Synergien erzeugt, die gerade die Verwaltung vereinfachen und somit Personalressourcen für mehr inhaltliche Aufgaben freimachen.

## Mitglieder
Die Mitglieder des CBP sind Einrichtungen und Dienste in katholischer Trägerschaft und erbringen vielfältige Dienstleistungen für Menschen mit Behinderung und psychische Erkrankung. Die Angebote umfassen Frühförderstellen, Kindergärten, Schulen, Berufsbildungswerke und Berufsförderungswerke, Werkstätten für behinderte Menschen (WfbM), Wohnheime, Offene Dienste, Onlineberatung, Kliniken und Fachkrankenhäuser sowie Heilerziehungspflegeschulen.

## Bedeutung der katholischen Trägerschaft
Am 22. November 2023 trat eine „neue Grundordnung des kirchlichen Dienstes“ in Kraft, die auch die im PBC vereinigten Einrichtungen betrifft. Es fand ein interner Paradigmenwechsel statt, weg vom „Katholische[n] Profil durch katholische Mitarbeitende“ hin zum neuen Programm „Christliches Selbstverständnis durch Diversität“. Kirchliche Identität solle nicht mehr gesichert, sondern entwickelt werden. Alle Mitarbeitenden können demnach „unabhängig von ihren konkreten Aufgaben, ihrer Herkunft, ihrer Religion, ihrem Alter, ihrer Behinderung, ihrem Geschlecht, ihrer sexuellen Identität und ihrer Lebensform Repräsentantinnen und Repräsentanten der unbedingten Liebe Gottes und damit einer den Menschen dienenden Kirche sein. Vorausgesetzt werden eine positive Grundhaltung und Offenheit gegenüber der Botschaft des Evangeliums und die Bereitschaft, den christlichen Charakter der Einrichtung zu achten und dazu beizutragen, ihn im eigenen Aufgabenfeld zur Geltung zu bringen.“
Hintergrund dieses Paradigmenwechsels sei die Entwicklung, dass „Identität, Identifikation und Bindung (Employer Branding) mit dem kirchlichen Arbeitgeber […] mit dem Ende der Volkskirche nicht mehr einfach gegeben“ seien. „Wie jedes andere Unternehmen im Sozial- und Gesundheitswesen braucht es jetzt unternehmensstrategische Maßnahmen, um als attraktiver Arbeitgeber von Mitarbeitenden wahrgenommen zu werden. Das Management muss sich fragen: Haben wir für zu gewinnende und angestellte Mitarbeitende eine glaubwürdige und attraktive Außendarstellung, entsprechende glaubwürdige Onboardingprozesse und berufsbegleitende Konzepte mit passgenauen Formaten und Angeboten, die uns als christlichen Träger auszeichnen und Identifikation mit unserer spezifischen (kirchlichen) Sendung ermöglichen?“

## Aufgaben und Ziele
Der PCB charakterisiert sich selbst in seiner Satzung mit den folgenden Worten: „Der Bundesverband ist ein karitativer Fachverband, dessen Mitglieder Dienstleitungen für Menschen mit Behinderung und pychischer Erkrankung anbieten. […] Die Verantwortung und die Maßstäbe für das fachliche und politische Handeln des Verbandes ergeben sich aus dem christlichen Selbstverständnis und dem Leitbild des Deutschen Caritasverbandes.“
Dem CBP stellt sich, wie allen karitativen Fachverbänden, die Aufgabe, den von dem Übereinkommen über die Rechte von Menschen mit Behinderungen der UN ausgehenden grundlegenden Paradigmenwechsel in der Behindertenpolitik zu begleiten und ihm neue Impulse zu geben. Umzusetzen sind die zentralen Paradigmen Inklusion, Teilhabe und Personenzentrierung.

### Unterstützung von Mitgliedseinrichtungen
Der CBP unterstützt seine Mitglieder in ihrer Aufgabe durch
- Fachtagungen
- Positionen und Stellungnahmen
- Lobbyarbeit
- Projektarbeit

### Stellungnahmen, Lobbyarbeit
Der CBP sensibilisiert Mitglieder, Politiker und Öffentlichkeit für aktuelle Fragen, Probleme und Entwicklungen im Bereich der Behindertenhilfe und Psychiatrie. Er klärt auf, informiert, formuliert Alternativen. Er fordert und unterstützt Lösungsansätze, die sich an Selbstbestimmung und am Hilfebedarf des Einzelnen orientieren. Ebenso fordert er tragfähige Rahmenbedingungen für seine Träger, Einrichtungen und Dienste, damit verlässliche Dienstleistungen verfügbar sind für die Menschen, die sie benötigen. Mit seinen Positionen sucht er Einfluss auf Entscheidungen der Politik, die Auswirkungen haben auf Menschen mit Behinderungen und auf die dienstleistenden Sozialunternehmen. Für diese Arbeit kooperiert er mit den großen Partnerverbänden der Behindertenhilfe in Deutschland.
Konkret arbeitet(e) der CBP u. a. an den folgenden Reformprojekten des Bundes mit, durch die der Paradigmenwechsel rechtlich abgesichert werden soll:
- Bundesteilhabegesetz in 4 Stufen (2017 – 2023)

Im Zuge der Reform des Bundesteilhabegesetzes setzte sich der CBP dafür ein, dass in neuen Leistungsvereinbarungen zu § 125 SGB IX auch Leistungen zur Religionsausübung als Teilhabeleistungen anerkannt werden.
- Drittes Pflegestärkungsgesetz (2017)
- Gesetz zur Förderung eines inklusiven Arbeitsmarkts (2023)
- Reform des Werkstattsystems (geplant ab 2024)

Am 14. Dezember 2021 veröffentlichte Welt Online ein Schreiben des Landratsamts Tuttlingen an Pflege- und Behinderteneinrichtungen im Landkreis, in dem er die Einrichtungsleitung bat, „in dieser schwierigen Zeit Krankenhauseinweisungen besonders sorgfältig zu bedenken“. Das Schreiben endete mit dem Appell: „Lassen Sie uns gemeinsam dafür Sorge tragen, dass die Behandlungsmöglichkeiten im akutstationären Bereich tatsächlich den Menschen – auch denen unter Ihren Bewohnerinnen und Bewohnern – zur Verfügung gestellt werden, die davon profitieren können.“ 

Der Beirat der Angehörigen in der CBP zeigte sich „entsetzt über den versteckten Aufruf zur Triage durch das Klinikum Landkreis Tuttlingen und des Landrats“. 

Die Aktion des CBP sorgte für viel Aufsehen. Am 28. Dezember 2021 stellte das Bundesverfassungsgericht fest, dass der Gesetzgeber verpflichtet sei, „Vorkehrungen zum Schutz behinderter Menschen für den Fall einer pandemiebedingt auftretenden Triage [zu] treffen“.

## Kooperationen in der Behindertenhilfe
Seit 25 Jahren treffen sich die großen Fachverbände der Behindertenhilfe in Deutschland regelmäßig, um am runden Tisch sozialpolitische Probleme, den oben angeführten Paradigmenwechsel und die Öffentlichkeitswirksamkeit gemeinsam zu beraten.
Inzwischen gibt es fünf große Fachverbände:
- den Fachverband Caritas Behindertenhilfe und Psychiatrie (CBP),
- den Bundesverband evangelische Behindertenhilfe (BeB),
- die Bundesvereinigung Lebenshilfe,
- den Bundesverband für körper- und mehrfachbehinderte Menschen (BvkM) und
- den Bundesverband anthroposophisches Sozialwesen.[8]

Diese repräsentieren in Deutschland zusammen mehr als 90 % aller ambulanten und stationären Angebote für behinderte Menschen. Sie sprechen Aktivitäten zur Vertretung der Interessen behinderter Menschen untereinander ab, insbesondere wenn wichtige Gesetzesvorhaben anstehen, die sich unmittelbar auf die Lebensverhältnisse behinderter Menschen auswirken.